# Cave ne cadas
La locuzione latina Cave ne cadas, tradotta letteralmente, significa attento a non cadere.
Nell'antica Roma l'imperator (comandante di un esercito) che al termine di una guerra vittoriosa avesse ucciso almeno 5000 nemici (media spesso ricorrente) otteneva dal Senato l'onore del trionfo. Sul cocchio che lo portava verso il Campidoglio si trovava anche uno schiavo con il duplice incarico: reggere la corona al vincitore e sussurrargli: ricordati che sei un uomo, attento a non cadere (cave ne cadas).